# كايليي ديفيه
كايليي ديفيه (بالإنجليزية: Kaylee DeFer)‏ هي عارضة وممثلة أمريكية، ولدت في 23 سبتمبر 1986 بتوسان في الولايات المتحدة.

## أعمال

### مسلسلات
- ميامي
- شبح هامس
- فتاة النميمة
- كيف قابلت أمكما

## وصلات خارجية
- كايليي ديفيه على موقع IMDb (الإنجليزية)
- كايليي ديفيه على موقع ميتاكريتيك (الإنجليزية)
- كايليي ديفيه على موقع روتن توميتوز (الإنجليزية)
- كايليي ديفيه على موقع قاعدة بيانات الأفلام العربية
- كايليي ديفيه على موقع ألو سيني (الفرنسية)
- كايليي ديفيه على موقع تيرنر كلاسيك موفيز (الإنجليزية)
- كايليي ديفيه على موقع أول موفي (الإنجليزية)
- كايليي ديفيه على موقع قاعدة بيانات الفيلم (الإنجليزية)
- كايليي ديفيه على موقع كينوبويسك (الروسية)